# Freistaat
Pour les articles homonymes, voir État libre.
Le terme allemand Freistaat (terme qui se traduit littéralement en français par « État libre ») a été introduit dans la langue allemande au XIXe siècle par les puristes linguistiques comme synonyme du mot Republik, d’origine latine (res publica) et venu du français (« république »). Sa première utilisation remontait à 1731.

## République de Weimar
Sous la république de Weimar, il était utilisé dans le nom officiel dans la plupart des Länder allemands, à l’exception de la république de Bade (Republik Baden), de la Thuringe, de l'État populaire de Hesse (Volksstaat Hessen), du Wurtemberg (Freier Volksstaat Württemberg), de Lübeck (Freie und Hansestadt Lübeck) de Hambourg (Freie und Hansestadt Hamburg) et de Brême (Freie Hansestadt Bremen).

L’adoption du terme « république » souligne la déposition des anciens monarques et l’adoption d’un gouvernement par les élus des citoyens ; l’article 17 de la Constitution disposait que « chaque Land doit avoir une constitution républicaine » (freistaatlich).
Le pays entier garde le nom Deutsches Reich ; en tant que forme constitutionnelle, le terme république est utilisé dans sa version venue du français, Republik.
Le terme « ville libre », utilisé par les cités-États Lübeck, Brême et Hambourg, et jusqu’à nos jours pour ces deux dernières, est plus ancien et fait référence aux libertés – au sens de privilèges face à l’empire – qu’elles avaient au Moyen Âge en tant que villes libres d’empire.

## République fédérale
De nos jours, trois des seize Länder utilisent le nom « Freistaat » : la Bavière (Freistaat Bayern), la Saxe (Freistaat Sachsen) et la Thuringe (Freistaat Thüringen). Bien que leur statut juridique soit aujourd'hui le même que celui des autres Länder, ils entendent souligner ainsi leur spécificité politique et une tradition étatique que n'ont pas les anciennes provinces de la Prusse comme la Rhénanie-du-Nord-Westphalie, la Rhénanie-Palatinat ou la Saxe-Anhalt, parfois qualifiés péjorativement de Bindestrichländer (Länder à traits d'union).

### Source
- (de) Cet article est partiellement ou en totalité issu de l’article de Wikipédia en allemand intitulé « Freistaat » (voir la liste des auteurs).